# Asplenium simii
Asplenium simii là một loài dương xỉ trong họ Aspleniaceae. Loài này được A.F. Braithw. & Schelpe mô tả khoa học đầu tiên.